# 烤乳猪

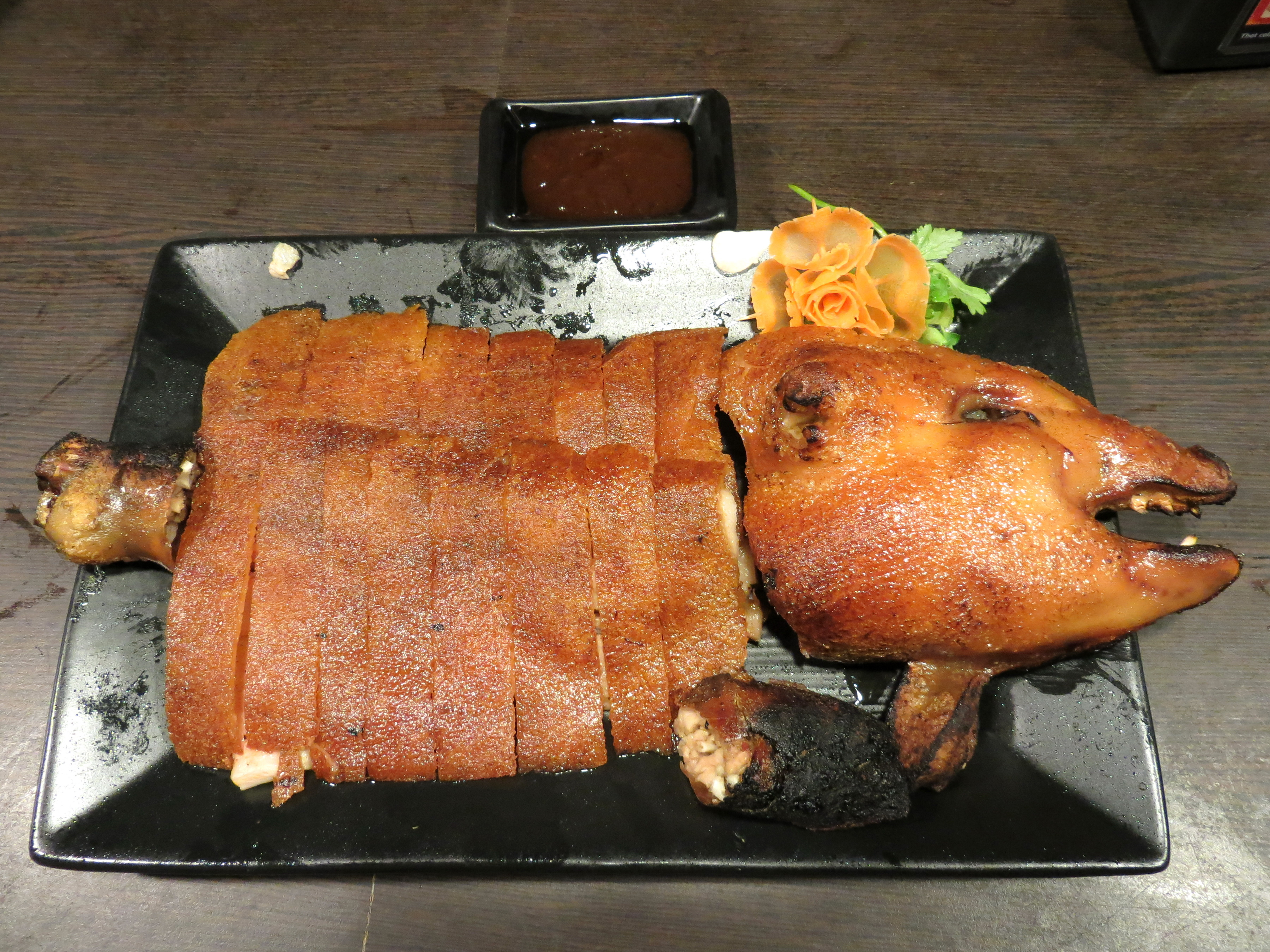
烤乳猪の例（香港）

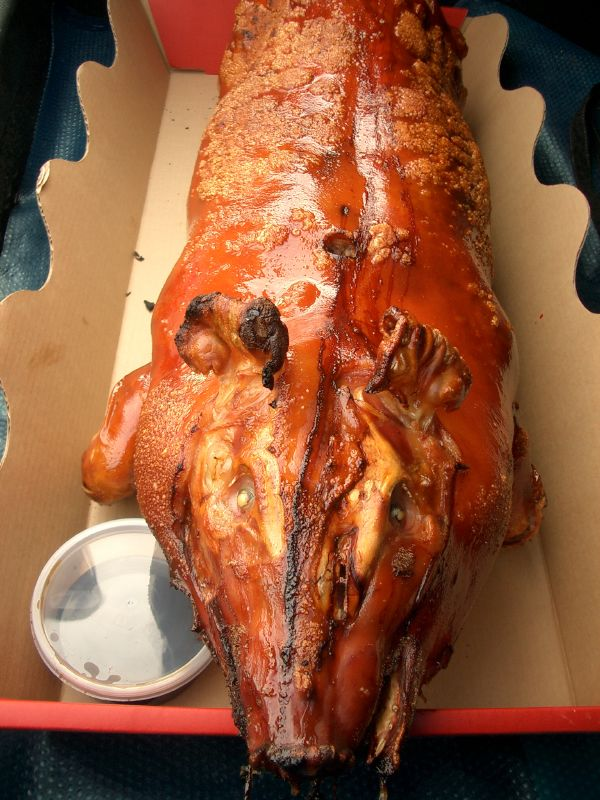
焼乳猪の例

烤乳猪（カオルウヂュウ、カオルゥジュ）、焼乳猪（シャオルゥジュウ）は広東料理の1つ。仔豚（乳飲み仔豚）の丸焼き料理である。宴会料理には欠かせない料理。
丸焼きにした仔豚の皮を削いで、パリパリした皮の食感を楽しむ料理。